# Prekorje
Prekorje je naselje u slovenskoj Općini Celju. Prekorje se nalazi u pokrajini Štajerskoj i statističkoj regiji Savinjskoj. 

## Stanovništvo
Prema popisu stanovništva iz 2002. godine naselje je imalo 405 stanovnika.